# I Don't Run
I Don't Run é o segundo álbum de estúdio da banda espanhola de garage rock Hinds. Foi lançado em 6 de abril de 2018 pela Mom + Pop Music. A banda trabalhou no álbum com Gordon Raphael, que produziu álbuns para a banda americana The Strokes e a cantora Regina Spektor. O álbum foi precedido pelos singles e videoclipes de "New For You", "The Club" e "Finally Floating". Em 1 de outubro de 2018, Hinds lançou uma versão acústica alternativa de "Rookie" através da Amazon Music, inspirada por uma versão descontraída de "Revolution" dos Beatles.

## Letras
I Don't Run apresenta violão e a interação das duas vocalistas Ana Perrote e Carlotta Cosials, com os críticos fazendo comparações musicais a The Strokes, The Velvet Underground, The Breeders, Beach House e The Libertines. O álbum inclui canções otimistas e relaxadas, empregando harmonias vocais, cantos, riffs de guitarra e vocais difusos.
Liricamente, o álbum lida com temas mais maduros do que Leave Me Alone, incluindo as realidades sem glamour de situações românticas embaraçosas, infidelidade, romance de longa distância e a solidão da turnê. O álbum inclui letras em inglês e espanhol.

## Faixas
| N.º            | Título                        | Duração |  |
| 1.             | "The Club"                    | 3:17    |  |
| 2.             | "Soberland"                   | 2:45    |  |
| 3.             | "Linda"                       | 3:34    |  |
| 4.             | "New for You"                 | 3:26    |  |
| 5.             | "Echoing My Name"             | 3:36    |  |
| 6.             | "Tester"                      | 3:54    |  |
| 7.             | "Finally Floating"            | 4:06    |  |
| 8.             | "I Feel Cold But I Feel More" | 3:51    |  |
| 9.             | "To the Morning Light"        | 3:41    |  |
| 10.            | "Rookie"                      | 3:13    |  |
| 11.            | "Ma Nuit"                     | 4:17    |  |
| Duração total: | Duração total:                | 39:40   |  |